# Danny Munyao
Danny Munyao (n. Lusaka, 2 de noviembre de 1987) es un futbolista zambiano que juega en la demarcación de portero para el Red Arrows FC de la Primera División de Zambia.

## Selección nacional
Hizo su debut con la selección de fútbol de Zambia el 22 de diciembre de 2012 en un partido amistoso contra Tanzania. Además fue el portero titular que jugó la final de la Copa Cosafa de 2013, ayudando a la selección a conseguir el título.

## Clubes
| Club          | País   | Año         | Partidos | Goles |
| ------------- | ------ | ----------- | -------- | ----- |
| Red Arrows FC | Zambia | 2007 - 2009 |          | 0     |
| Zanaco FC     | Zambia | 2010        |          | 0     |
| Red Arrows FC | Zambia | 2011 -      |          | 0     |

## Palmarés

### Campeonatos internacionales
| Título      | Club                          | País   | Año  |
| ----------- | ----------------------------- | ------ | ---- |
| Copa Cosafa | Selección de fútbol de Zambia | Zambia | 2013 |